# Sokoban
| Klassisches Sokoban                                                                |
| ---------------------------------------------------------------------------------- |
| Beispiel-Screenshot: KSokoban, GPL-Implementierung für Linux/KDE                   |
|                                                                                    |
| Notation des abgebildeten Levels: #### ### #### # $ # # # #$ # # . .#@ # ######### |

Sokoban (倉庫番 Sōkoban, japanisch „Lagerhausverwalter“) ist ein Computerspiel, das von Hiroyuki Imabayashi entwickelt und 1982 erstmals für verschiedene Computersysteme veröffentlicht wurde.

## Spielprinzip
In einem einfachen Spielprinzip gilt es, mit einer Spielfigur alle Objekte – meistens sind es Kisten – nacheinander auf die dafür vorgesehenen Zielfelder zu bewegen, wobei es üblicherweise keine Vorgabe gibt, welches Objekt auf welches Zielfeld bewegt werden soll. Die Kisten können von der Spielfigur nur geschoben und nicht gezogen werden, ein Verschieben mehrerer Kisten zugleich ist nicht möglich. Üblicherweise sind die einzig möglichen Bewegungsrichtungen der Spielfigur nach oben, unten, rechts und links, sodass keine diagonalen Züge möglich sind.
Neben dem bloßen Bestehen der Levels ist eine weiterführende Herausforderung, die Anzahl der dafür nötigen Schritte zu minimieren oder gegen ein Zeitlimit zu spielen. In der ursprünglichen Version war es möglich, seinen letzten Schritt zurückzunehmen (Undo), falls man einen Fehler gemacht hat, jedoch können nicht mehrere Schritte zurückgenommen werden. Moderne Implementierungen heben diese Beschränkung zum Teil auf, sodass mehrere oder sogar alle gemachten Schritte zurückgenommen werden können. Manche Implementierungen enthalten zusätzliche Gestaltungsmerkmale, zum Beispiel farbige oder nummerierte Kisten und Zielfelder.

## Geschichte
Imabayashi hatte mit dem Spiel einen Ideenwettbewerb gewonnen und in der japanischen Stadt Takarazuka die Firma „Thinking Rabbit“ gegründet. Die ersten in Europa erhältlichen Sokoban-Versionen kamen aus dem Hause Spectrum HoloByte (1984, z. B. für Apple IIe).
Im Lauf der Jahre erschienen zahlreiche offizielle Versionen des Spiels – beispielsweise Boxxle – für diverse Betriebssysteme (C64, Sinclair ZX Spectrum, PC, Apple Macintosh) und Spielkonsolen wie Game Boy und PlayStation; Inoffizielle Varianten und Implementierungen für grafische Oberflächen wie PC/GEOS folgten.
Inzwischen finden sich zahlreiche weitere Sokoban-Neuprogrammierungen. Dabei verzichten einige auf die Übernahme der urheberrechtlich geschützten Originallevels und bieten stattdessen neue, eigene Level und Leveleditoren.
Sokoban wurde auch in andere Computerspiele integriert. So gibt es etwa in NetHack vier Sokoban-Levels, der Oxyd-Klon Enigma enthält ebenfalls eine Reihe von Landschaften, in denen Sokoban-Rätsel zu lösen sind.
Zudem gibt es Spiele-Entwickler, die das Spielprinzip von Sokoban mehr oder weniger stark variiert und weiterentwickelt haben.

## Levelnotation
Viele Sokoban-Nachbauten verwenden zur Beschreibung der Levels ein einfaches ASCII-Format, welches den Austausch zwischen den verschiedenen Implementierungen erleichtert. Zur Erstellung von eigenen Levels kann dabei jeder beliebige Texteditor verwendet werden. Derzeit aktuell ist das Dateiformat 0.08, in dem ein Beispiellevel folgendermaßen aussieht:
```
 Microban 1
 ####
 # .#
 #  ###
 #*@  #
 #  $ #
 #  ###
 ####
 Title: Microban 1
 Author: David W Skinner

```

Dabei haben die Symbole folgende Bedeutung:
- # Wand
- @ Startposition der Spielfigur (Sokoban)
- $ Kiste auf normalem Spielfeld
- . Leeres Zielfeld für Kisten
- * Kiste auf einem Zielfeld
- + Spielfigur auf einem Zielfeld

Darüber hinaus bietet dieses Levelformat auch die Möglichkeit, Spielstände und konkrete Lösungswege zu speichern.